# Balalajka

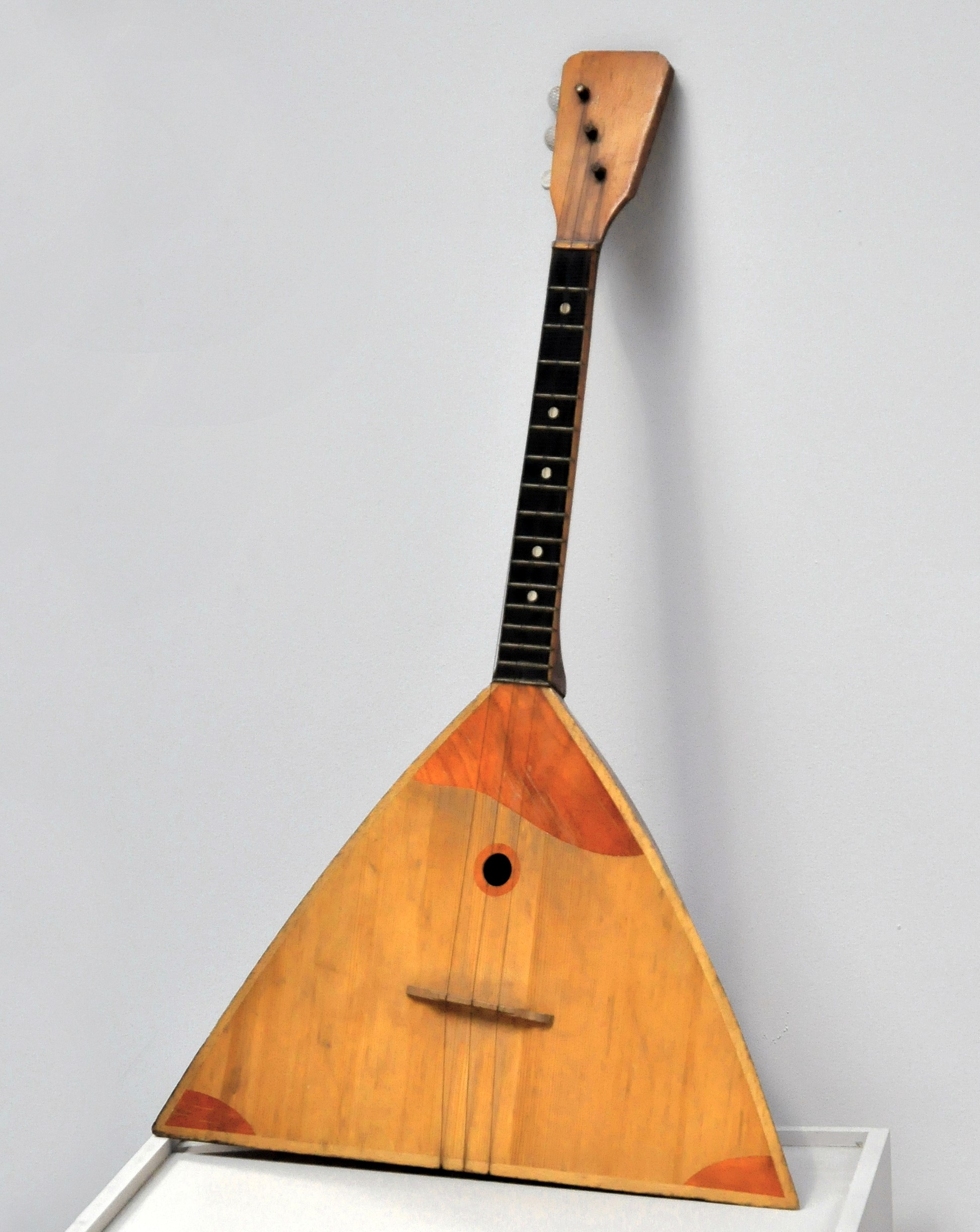
Balalajka – prima

Balalajka (rusky: балала́йка, balalajka) je strunný nástroj ruského původu s trojdílnou rezonanční skříní, která má charakteristický trojúhelníkový tvar. Nástroj má 3 struny (někdy 6 v páru). Hmatník je opatřen pražci.
V dnešní době se vyskytují v 6 velikostech:
- piccolo (vzácná)
- prima
- sekunda
- altová
- basová
- kontrabasová (existuje i větší kopie – sub-kontrabasová)

Nejběžnější sólový nástroj je prima, laděná E-E-A. Někdy je balalajka laděna „kytarovým stylem“ G-H-D (podobně jako tři nejtenčí struny ruské kytary), hra je pak pro ruské kytaristy jednodušší, i když je tenhle způsob ladění nerad viděn.[zdroj?]
Piccolo, prima a sekunda mají struny vyrobeny ze střev; v dnešní době se ale začíná používat i nylon.